# Pogrom de Manama
Le pogrom de Manama est un pogrom qui a lieu le 5 décembre 1947, à la suite de la guerre civile de 1947-1948 en Palestine mandataire, à Manama, dans le protectorat britannique de Bahreïn. Une foule de marins iraniens et des États de la Trêve courent à travers le souk de Manama, pillent les maisons et les magasins juifs et détruisent la synagogue. Une femme juive meurt.

## Contexte
La petite communauté juive de Bahreïn, principalement composée de descendants d'immigrants arrivés au pays au début des années 1900 en provenance d'Irak, compte entre 600 et 1 500 personnes en 1948,.

## Le pogrom
Au lendemain du vote du plan de partage de la Palestine du 29 novembre 1947, des manifestations contre le vote dans le monde arabe sont organisées du 2 au 5 décembre. Des jets de pierres contre des juifs ont lieu les deux premiers jours de manifestations à Bahreïn, mais, le 5 décembre, des foules à Manama, capitale du pays, pillent des maisons et des magasins juifs dans le quartier juif de la ville (route Al-Mutanabi). Les émeutes conduisent à la destruction de la seule synagogue de Bahreïn et entraînent la mort d'une femme âgée, tuée ou morte de peur ; des dizaines de juifs sont blessés.

## Exode des juifs de Bahreïn
Après les émeutes, les juifs bahreïnis partent en masse, certains émigrant en Israël, d'autres en Angleterre ou aux États-Unis. Ils sont autorisés à partir avec leurs biens, mais sont contraints de renoncer à leur citoyenneté. On estime que 500 à 600 Juifs restent à Bahreïn jusqu'à ce que des émeutes éclatent après la guerre des Six Jours en 1967. En 2006, il n'en reste que 36.

## Responsabilité
Les juifs locaux imputent les émeutes aux Arabes étrangers.
Houda Nonoo déclare au journal britannique The Independent en 2007 : « Je ne pense pas que ce soient les Bahreïnis qui étaient responsables. C'était des gens de l'étranger. De nombreux Bahreïnis s'occupaient des juifs dans leurs maisons. » Ce point de vue est soutenu par Sir Charles Belgrave, ancien conseiller politique du gouvernement de Bahreïn - qui à l'époque est soumis à des relations conventionnelles avec la Grande-Bretagne - qui rappelle dans un mémoire : « Les principaux Arabes étaient très choqués […] la plupart d'entre eux, lorsque cela était possible, avaient donné abri et protection à leurs voisins juifs [...] [les émeutes] ont eu un effet surprenant : elles ont mis fin à toute agression active des Arabes de Bahreïn contre les juifs de Bahreïn. »